# Andrea Rosana Nievas
Andrea Nievas (22 de abril de 1969, Provincia de Córdoba) es una política argentina, fue secretaria de gobierno de la ciudad de Deán Funes. Luego de ganar las elecciones municipales de junio, se convirtió en la primera mujer intendente de la ciudad de Deán Funes, cargo que asumió el 10 de diciembre de 2023.

## Biografía
Andrea Nievas nació en Córdoba el 22 de abril de 1969, es madre y la actual intendente de la ciudad de Deán Funes.

#### Intendencia de Deán Funes 2022/2023
Desde el 24 de octubre del 2022 asumió como secretaria de gobierno de la municipalidad de Deán Funes tras la renuncia del Dr. Jorge Gabriel Arce. En el año 2023, es electa con el 50.29% de los votos como la primera mujer Intendente de la ciudad para el período 2023–2027  .